# Phygadeuon borealis
Phygadeuon borealis là một loài tò vò trong họ Ichneumonidae.